# Discografia dei Great White
La seguente è una discografia comprensiva del gruppo musicale statunitense Great White.

## Album

### Album in studio
| Anno | Titolo | Classifiche | Classifiche | Classifiche | Classifiche | Classifiche | Classifiche | Certificazioni                     |
| Anno | Titolo | US          | CAN         | FIN         | GER         | SWI         | UK          | Certificazioni                     |
| ---- | --- | ----------- | ----------- | ----------- | ----------- | ----------- | ----------- | ---------------------------------- |
| 1984 | Great White - Pubblicato il 21 marzo 1984 - Etichetta: EMI - Formati: LP, CD, MC                          | 144         | –           | –           | –           | –           | –           |                                    |
| 1986 | Shot in the Dark - Pubblicato nel marzo 1986 - Etichetta: Capitol - Formati: LP, CD, MC                   | 123         | –           | –           | –           | –           | –           |                                    |
| 1987 | Once Bitten - Pubblicato il 17 giugno 1987 - Etichetta: Capitol - Formati: CD, LP, MC                     | 23          | 91          | –           | –           | –           | –           | - US: Platino - CAN: Oro           |
| 1989 | ...Twice Shy - Pubblicato il 12 aprile 1989 - Etichetta: Capitol - Formati: CD, LP, MC                    | 9           | 22          | –           | 41          | –           | –           | - US: 2× Platino - CAN: 2× Platino |
| 1991 | Hooked - Pubblicato il 26 febbraio 1991 - Etichetta: Capitol - Formati: CD, LP, MC                        | 18          | 27          | 25          | 32          | 5           | 43          | - US: Oro - CAN: Oro               |
| 1992 | Psycho City - Pubblicato il 14 settembre 1992 - Etichetta: Capitol - Formati: CD, LP, MC                  | 107         | –           | –           | –           | 22          | –           |                                    |
| 1994 | Sail Away - Pubblicato il 10 maggio 1994 - Etichetta: Zoo Entertainment - Formati: CD, MC                 | 168         | –           | –           | –           | 43          | –           |                                    |
| 1996 | Let It Rock - Pubblicato il 21 maggio 1996 - Etichetta: Imago - Formati: CD, MC                           | –           | –           | –           | –           | –           | –           |                                    |
| 1999 | Can't Get There from Here - Pubblicato il 6 luglio 1999 - Etichetta: Portrait - Formati: CD, MC           | 192         | –           | –           | –           | –           | –           |                                    |
| 2007 | Back to the Rhythm - Pubblicato il 17 luglio 2007 - Etichetta: Frontiers - Formati: CD                    | –           | –           | –           | –           | –           | –           |                                    |
| 2009 | Rising - Pubblicato il 13 marzo 2009 - Etichetta: Frontiers - Formati: CD                                 | –           | –           | –           | –           | –           | –           |                                    |
| 2012 | Elation - Pubblicato il 18 maggio 2012 - Etichetta: Frontiers - Formati: CD, download digitale            | –           | –           | –           | –           | 96          | –           |                                    |
| 2017 | Full Circle - Pubblicato il 2 giugno 2017 - Etichetta: Frontiers - Formati: CD, CD+DVD, download digitale | –           | –           | –           | –           | –           | –           |                                    |

### Album dal vivo
- 1987 – Recovery: Live!
- 1988 – Live at The Ritz, solo promo
- 1989 – Live at the Marquee
- 1990 – Live in London
- 1991 – Live in New York
- 1994 – Anaheim Live
- 1996 – Stage
- 2002 – Recover, pubblicato anche con i titoli The Final Cuts e Revisiting Familiar Waters
- 2002 – Thank You...Goodnight!, ripubblicato nel 2006 con il titolo Once Bitten, Twice Live
- 2013 – 30 Years - Live from the Sunset Strip

### Raccolte
- 1993 – The Best of Great White: 1986-1992, ripubblicato nel 2005 con il titolo Rock Breakout Years: 1988
- 1998 – Rock Me
- 1999 – Gallery
- 2000 – The Best of Great White
- 2000 – Latest & Greatest
- 2000 – Rock Champions
- 2001 – Greatest Hits
- 2004 – A Double Dose
- 2006 – Rock Me: The Best of Great White
- 2011 – Great White: Absolute Hits
- 2013 – Great White: Icon

### Tributi
- 1999 – Great Zeppelin: A Tribute to Led Zeppelin, ripubblicato nel 2005 con il titolo Great White Salutes Led Zeppelin

Partecipazioni
- 1999 – Hot For Remixes: A Tribute to Van Halen, con la canzone Unchained
- 2008 – Hell Bent Forever: A Tribute to Judas Priest, con la canzone Diamonds and Rust

## Extended play
- 1983 – Out of the Night
- 1991 – The Blue EP

## Singoli
| Anno | Singolo                | Classifiche | Classifiche        | Classifiche | Classifiche | Certificazioni | Album di provenienza      |
| Anno | Singolo                | US          | US Mainstream Rock | CAN         | UK          | Certificazioni | Album di provenienza      |
| ---- | ---------------------- | ----------- | ------------------ | ----------- | ----------- | -------------- | ------------------------- |
| 1984 | Stick It               | –           | 56                 | –           | –           |                | Great White               |
| 1984 | Substitute             | –           | –                  | –           | –           |                | Great White               |
| 1986 | Face the Day           | –           | –                  | –           | 97          |                | Shot in the Dark          |
| 1987 | Rock Me                | 60          | 9                  | –           | –           |                | Once Bitten               |
| 1987 | Save Your Love         | 57          | 9                  | –           | –           |                | Once Bitten               |
| 1987 | Lady Red Light         | –           | –                  | –           | –           |                | Once Bitten               |
| 1989 | Once Bitten, Twice Shy | 5           | 6                  | 11          | 83          | - US: Oro      | ...Twice Shy              |
| 1989 | Mista Bone             | –           | 27                 | –           | –           |                | ...Twice Shy              |
| 1989 | The Angel Song         | 30          | 18                 | –           | –           |                | ...Twice Shy              |
| 1989 | Heart the Hunter       | –           | –                  | –           | 91          |                | ...Twice Shy              |
| 1990 | House of Broken Love   | 83          | 7                  | –           | 44          |                | ...Twice Shy              |
| 1991 | Congo Square           | –           | –                  | –           | 62          |                | Hooked                    |
| 1991 | Call It Rock n' Roll   | 53          | 4                  | 33          | 67          |                | Hooked                    |
| 1991 | Desert Moon            | –           | 16                 | –           | –           |                | Hooked                    |
| 1991 | Lovin' Kind            | –           | –                  | –           | –           |                | Hooked                    |
| 1992 | Big Goodbye            | –           | 20                 | –           | –           |                | Psycho City               |
| 1992 | Old Rose Motel         | –           | 23                 | –           | –           |                | Psycho City               |
| 1994 | Sail Away              | –           | 9                  | –           | –           |                | Sail Away                 |
| 1999 | Rollin' Stoned         | –           | 8                  | –           | –           |                | Can't Get There from Here |

## Videografia
| Anno | Canzone                      | Regista                   | Nota   |
| ---- | ---------------------------- | ------------------------- | ------ |
| 1984 | Stick It                     | ???                       |        |
| 1984 | Substitute                   | ???                       |        |
| 1986 | Face the Day                 | Doug Freel, Jean Pellerin | [ 10 ] |
| 1987 | Rock Me                      | Nigel Dick                | [ 11 ] |
| 1987 | Save Your Love               | Nigel Dick                | [ 12 ] |
| 1987 | Lady Red Light               | Nigel Dick                | [ 13 ] |
| 1989 | Once Bitten, Twice Shy       | Nigel Dick                | [ 14 ] |
| 1989 | Mista Bone                   | Nigel Dick                | [ 15 ] |
| 1989 | The Angel Song               | Nigel Dick                | [ 16 ] |
| 1990 | House of Broken Love         | Nigel Dick                | [ 17 ] |
| 1991 | Call It Rock 'n' Roll        | Michael Bay               | [ 18 ] |
| 1991 | Congo Square                 | Michael Bay               |        |
| 1991 | Desert Moon                  | Wayne Isham               | [ 19 ] |
| 1991 | Lovin' Kind                  | Wayne Isham               | [ 20 ] |
| 1992 | Love Is a Lie                | ???                       |        |
| 1992 | Big Goodbye                  | ???                       |        |
| 2012 | (I've Got) Something For You | ???                       |        |
| 2013 | Shotgun Willie's             | ???                       |        |
| 2014 | Complicated                  | Mark Teague               |        |